# 三好勇太
三好 勇太（みよし ゆうた、1996年3月1日 - ）は、日本の俳優。愛媛県出身。

## 人物
- 趣味・特技はゲーム、歌、ダーツ、ケーキ作り、卓球

## 出演

### テレビドラマ
- ひみつ×戦士 ファントミラージュ!（テレビ東京、2019年6月30日、2020年5月24日）
- FAKE MOTION -卓球の王将- （2020年4月9日 - 5月28日、日本テレビ）
- ポリス×戦士 ラブパトリーナ! （2020年12月20日 、テレビ東京）